# Rusiec
Rusiec è un comune rurale polacco del distretto di Bełchatów, nel voivodato di Łódź.
Ricopre una superficie di 99,73 km² e nel 2004 contava 5 395 abitanti.